# Список послов СССР и России на Коморских Островах
В статье представлен список послов СССР и России на Коморских островах.

## Хронология дипломатических отношений
- 6 января 1976 г. — установление дипломатических отношений на уровне посольств.

## Список послов
| Срок полномочий                   | Посол                          | Годы жизни | Вручение верительных грамот | Комментарии         |
| --------------------------------- | ------------------------------ | ---------- | --------------------------- | ------------------- |
| СССР                              |                                |            |                             |                     |
| 20 января 1978 — 10 августа 1981  | Александр Капитонович Старцев  | 1919—1986  | 29 января 1978              | По совместительству |
| 16 мая 1983 — 10 апреля 1987      | Михаил Георгиевич Орлов        | 1928—2006  | 22 июля 1983                | По совместительству |
| 10 апреля 1987 — 25 декабря 1991  | Виктор Витальевич Анисимов     | 1938—2017  |                             | По совместительству |
| Российская Федерация              |                                |            |                             |                     |
| 25 декабря 1991 — 28 декабря 1993 | Виктор Витальевич Анисимов     | 1938—2017  |                             | По совместительству |
| 28 декабря 1993 — 16 мая 1997     | Юрий Николаевич Мерзляков      | 1949—      |                             | По совместительству |
| 16 мая 1997 — 4 июня 2001         | Александр Михайлович Макаренко | 1949—      |                             | По совместительству |
| 4 июня 2001 — 16 февраля 2006     | Юрий Александрович Романов     | 1945—      |                             | По совместительству |
| 16 февраля 2006 — 19 июня 2013    | Владимир Борисович Гончаренко  | 1954—2022  |                             | По совместительству |
| 19 июня 2013 — 2 декабря 2020     | Станислав Анварович Ахмедов    | 1952—      |                             | По совместительству |
| 2 декабря 2020 — настоящее время  | Андрей Владимирович Андреев    | 1956—      | 5 июля 2021                 | По совместительству |